# ماتياس أوربانو
ماتياس أوربانو (بالإسبانية: Matías Urbano) (16 فبراير 1981 في الأرجنتين - ) هو لاعب كرة قدم أرجنتيني في مركز الهجوم. لعب مع إيفرتون دي فينا ديل مار وسوسيداد ديبورتيفو كيتو وكلوب ليون ونادي برو باتاريا ونادي سان لورينزو ونادي ميلوناريوس وسان مارتين دي توكومان ‏ وتاليريس كوردوبا وسانتياغو مورنينغ ‏ ونادي ألميرانته براون ونادي ماكارا وريال قرطاجنة وClub Cipolletti ‏ وCruz Azul Reserves ‏ وGeneral Paz Juniors ‏ واتحاد سان فيليبي ‏ وكوكوتا ديبورتيفو ‏ ولاسيرينا.

## وصلات خارجية
- ماتياس أوربانو على موقع إي إس بي إن إف سي (الإنجليزية)
- ماتياس أوربانو على موقع قاعدة بيانات كرة القدم.إي يو (الإنجليزية)
- ماتياس أوربانو على موقع Soccerway.com (الإنجليزية)
- ماتياس أوربانو على موقع عالم كرة القدم.نت (الإنجليزية)